# Máximo Jeria
Máximo Jeria Chacón (Navidad, agosto de 1847 - 6 de julio de 1924), fue el primer Ingeniero agrónomo titulado en Chile y fundador de la enseñanza superior de la agricultura en el país.

## Biografía
Fue hijo natural de Gregorio Jeria León y Justa Chacón. Estudió en un liceo de Valparaíso e ingresó becado a la Escuela de Artes y Oficios, en Santiago. Es contratado como profesor de Matemáticas y Dibujo en la Escuela Práctica de Agricultura, donde en un año asciende a subdirector y luego a Director, a la edad de 23 años. Al iniciarse el nuevo Instituto Agrícola de la Quinta Normal (3 de abril de 1876), Máximo Jeria se incorpora como alumno, desempeñándose también como bibliotecario y conservador del material de enseñanza ad honorem, egresando como Agrónomo el 1 de mayo de 1882.
El 20 de julio de 1882, recibe el título de Ingeniero Agrícola otorgado por el Estado de Chile, luego de rendir un examen ante una comisión de la Universidad de Chile. Ese mismo año el Presidente Domingo Santa María lo envía a perfeccionarse a Europa, al Instituto Agronómico de París. Allí estudia hasta 1886. Visita, además, Francia, Inglaterra, Italia, España y Portugal, para estudiar el desarrollo agrícola, especialmente aquello aplicable a Chile.

### Matrimonio y descendencia
Casado en dos ocasiones, con las señoras Lely Johnson y Elisa Basaletti Pereira. Con Johnson engendró a Máximo Jeria Johnson, cuyo matrimonio con Ángela Gómez Zamora procreó a Ángela Jeria. Por lo tanto, Máximo Jeria es bisabuelo de la Presidente de Chile Michelle Bachelet Jeria.

## Vida pública
En 1886 regresa a Chile y el gobierno lo envía a los Estados Unidos; en Boston estudia la fabricación de azúcar de sorgo sacarino. En 1887 regresa a Chile con semillas, azúcar elaborada y un informe sobre el cultivo de la betarraga sacarina (remolacha) y la elaboración industrial del azúcar, setenta años antes de que la Sociedad de Fomento Fabril inaugure la planta en Los Ángeles
Funda el Centro Industrial y Agrícola, que marca con su sello toda una etapa del progreso industrial y agrícola de Chile. En 1907, Pedro Montt lo nombra Director de la escuela de Agricultura de Santiago y meses después lo nombra Director del Instituto Agrícola. En 1908, tiene una destacada actuación en el Congreso Científico Panamericano. En 1913 se jubila, pero sigue participando activamente en la Sociedad Agronómica hasta 1920.
Máximo Jeria falleció el 6 de julio de 1924, a los 76 años.

## Homenajes
En su honor dos calles en Santiago llevan su nombre: una en Quinta Normal y otra en Nuñoa.